# Султангалі Айдос Султангалійович
Айдос Султангалійович Султангалі (каз. Айдос Сұлтанғалиұлы Сұлтанғали; нар. 7 лютого 1996, Кизилорда) — казахський борець греко-римського стилю, бронзовий призер чемпіонату світу, чемпіон Азії, бронзовий призер Азійських ігор, бронзовий призер Всесвітніх ігор військовослужбовців.

## Життєпис
Став захоплюватися боротьбою, коли навчався у другому класі. Перший тренер — Габіден Раїмбек. Потім став паралельно захоплюватися кінним спортом. Згодом батько вирішив відправити його на навчання до спортивної школи Петропавловська. Тренувався там під керівництвом Серали Кусаїнова. У національній збірній його тренером є Нурим Дюсенов.
У 2012 році став срібним призером чемпіонату серед кадетів. Наступного року на цих же змаганнях здобув чемпіонський титул. У 2016 році став чемпіоном Азії серед юніорів. У 2017 році здобув бронзову нагороду на чемпіонаті світу серед молоді.

## Спортивні результати на міжнародних змаганнях

### Виступи на Олімпіадах
| Змагання                    | Збірна    | Вагова категорія                 | Місце |
| --------------------------- | --------- | -------------------------------- | ----- |
| Літні Олімпійські ігри 2024 | Казахстан | греко-римська боротьба, до 60 кг | 14    |

### Виступи на Чемпіонатах світу
| Змагання                        | Збірна    | Вагова категорія                 | Місце  |
| ------------------------------- | --------- | -------------------------------- | ------ |
| Чемпіонат світу з боротьби 2018 | Казахстан | греко-римська боротьба, до 60 кг | Бронза |
| Чемпіонат світу з боротьби 2021 | Казахстан | греко-римська боротьба, до 60 кг | 17     |
| Чемпіонат світу з боротьби 2022 | Казахстан | греко-римська боротьба, до 60 кг | Бронза |

### Виступи на Чемпіонатах Азії
| Змагання                       | Збірна    | Вагова категорія                 | Місце  |
| ------------------------------ | --------- | -------------------------------- | ------ |
| Чемпіонат Азії з боротьби 2018 | Казахстан | греко-римська боротьба, до 60 кг | 8      |
| Чемпіонат Азії з боротьби 2020 | Казахстан | греко-римська боротьба, до 60 кг | 5      |
| Чемпіонат Азії з боротьби 2021 | Казахстан | греко-римська боротьба, до 60 кг | Золото |

### Виступи на Азійських іграх
| Змагання                        | Збірна    | Вагова категорія                 | Місце  |
| ------------------------------- | --------- | -------------------------------- | ------ |
| Азійські ігри в приміщенні 2017 | Казахстан | греко-римська боротьба, до 59 кг | Бронза |
| Азійські ігри 2022              | Казахстан | греко-римська боротьба, до 60 кг | 5      |

### Виступи на Всесвітніх іграх військовослужбовців
| Змагання                                | Збірна    | Вагова категорія                 | Місце  |
| --------------------------------------- | --------- | -------------------------------- | ------ |
| Всесвітні ігри військовослужбовців 2019 | Казахстан | греко-римська боротьба, до 60 кг | Бронза |

### Виступи на інших змаганнях
| Змагання                                                     | Збірна    | Вагова категорія                 | Місце  |
| ------------------------------------------------------------ | --------- | -------------------------------- | ------ |
| Турнір Вехбі Емре і Гаміта Каплана 2018                      | Казахстан | греко-римська боротьба, до 60 кг | Золото |
| Меморіал Олега Караваєва 2019                                | Казахстан | греко-римська боротьба, до 63 кг | 13     |
| Кубок Алроси 2019                                            | Казахстан | Multiple Style Event, до G60 кг  | Бронза |
| Меморіал Маттео Пелліконе 2021                               | Казахстан | греко-римська боротьба, до 63 кг | Золото |
| Турнір Вехбі Емре і Гаміта Каплана 2021                      | Казахстан | греко-римська боротьба, до 60 кг | Бронза |
| Турнір Вехбі Емре і Гаміта Каплана 2022                      | Казахстан | греко-римська боротьба, до 63 кг | 7      |
| Меморіал Іона Корнеану і Ладислава Сімона 2022               | Казахстан | греко-римська боротьба, до 60 кг | Золото |
| Гран-прі Німеччини з боротьби 2023                           | Казахстан | греко-римська боротьба, до 60 кг | Золото |
| Олімпійський кваліфікаційний турнір з боротьби 2024 (Бішкек) | Казахстан | греко-римська боротьба, до 60 кг | Золото |
| Меморіал Імре Поляка та Яноша Варги 2024                     | Казахстан | греко-римська боротьба, до 60 кг | 7      |

### Виступи на змаганнях молодших вікових груп
| Змагання                                      | Збірна    | Вагова категорія                 | Місце  |
| --------------------------------------------- | --------- | -------------------------------- | ------ |
| Чемпіонат Азії з боротьби серед кадетів 2012  | Казахстан | греко-римська боротьба, до 46 кг | Срібло |
| Чемпіонат Азії з боротьби серед кадетів 2013  | Казахстан | греко-римська боротьба, до 50 кг | Золото |
| Чемпіонат світу з боротьби серед кадетів 2013 | Казахстан | греко-римська боротьба, до 50 кг | 5      |
| Чемпіонат Азії з боротьби серед юніорів 2016  | Казахстан | греко-римська боротьба, до 60 кг | Золото |
| Чемпіонат світу з боротьби серед юніорів 2016 | Казахстан | греко-римська боротьба, до 60 кг | 8      |
| Чемпіонат світу з боротьби серед молоді 2017  | Казахстан | греко-римська боротьба, до 59 кг | Бронза |